# لین واتسون
لین واتسون (انگلیسی: Lynne Watson؛ زادهٔ ۲۲ نوامبر ۱۹۵۲) شناگر اهل استرالیا بود.
وی در مسابقات کشوری و بین‌المللی در مجموع برندهٔ ۴ مدال طلا، ۱ مدال نقره شده‌است.